# 北海道旭川北高等学校
北海道旭川北高等学校（ほっかいどうあさひかわきたこうとうがっこう、Hokkaido Asahikawa Kita High School）は北海道旭川市にある公立（道立）の高等学校。通称「旭北（きょくほく）」、「北高」、「旭川北」。過去には英語科があった。野球部は過去2度の夏の甲子園出場と18度の北北海道大会出場を果たしている。

## 沿革
- 1940年 - 旭川市立中学校として開校。
- 1948年 - 旭川市立高等学校となる。
- 1950年 - 北海道へ移管される。
- 1960年 - 野球部が第42回全国高等学校野球選手権大会出場。鹿児島県代表出水商業高校に敗れる。
- 2004年 - 野球部が第86回全国高等学校野球選手権大会出場。山口県代表岩国高校に敗れる。
- 2006年 - 単位制導入、英語科の募集停止。

## 制服
制服は、男子は黒地の学ラン、女子はセーラー服で平常時は必ず着用が義務付けられる。ただし、土日祝日、学校祭の時は私服での登校も可能である。

## 周辺
国道40号に面し、周囲を花咲スポーツ公園に囲まれ旭川スタルヒン球場に隣接している。近くには石狩川が流れている。

## 著名な出身者
政界
- 小川勝也（参議院議員）
- 風間昶（公明党参議院議員）

経済
- 白井芳夫（日野自動車社長）
- 中島尚俊（元JR北海道社長）
- 山川広行（札幌ドーム社長）
- 岡本啓毅（UZUZ社長）

文化・芸能
- 岩本賢一（北海道日本ハムファイターズ通訳）
- 遠藤啄郎（劇作家・演出家、劇団「横浜ボートシアター」主宰）
- 太田有香（ピアニスト）
- 岡和田晃（文芸評論家）
- 鍵谷幸信（英文学者・音楽評論家・詩人、元慶應義塾大学教授）
- 加藤千恵（歌人）
- 神田孝夫（民法学者）
- 春見朔子（小説家）
- 要ゆうじ（脚本家・コメディライター）
- 十川信介（日本近代文学研究者、学習院大学名誉教授）
- なみえ（姫くり/芸人）
- 橋本裕志（脚本家）
- 藤井邦夫（脚本家・小説家）
- 保坂一夫（ドイツ文学者、東京大学名誉教授）
- 矢萩渉（ギタリスト、シンガーソングライター、ロックバンド「安全地帯」メンバー）
- 山本むつみ（脚本家）

スポーツ
- 寺田桜子（元カーリング選手）
- 久保倉里美（陸上選手）

放送
- 青山美保（元テレビ岩手アナウンサー）
- 赤松俊理（NHKアナウンサー）
- 谷口直樹（HTBアナウンサー）